# Кеплер-186ф
Кеплер-186ф је планета која се налази у орбити око звезде Кеплер-186. Удаљена је 500 светлосних година од Земље. Ово је прва планета која има радијус сличан Земљи. Прве слике ове планете направљене су 19. марта 2014, а обавештење да је откривена нова планета изашло је 17. априла 2014..

## Опис
Кеплер-186ф има орбитални период од 129,9 дана. Планета је у настањивој зони јер није преблизу својој звезди. Зона се назива настањивом јер живот какав је нама познат и који зависи од постојања воде, има тамо највеће могућности за развој. Још увек се не зна да ли је планета гасовита или стеновита.